# Ганс-Йоахім фон Штольцманн
Франц Ганс-Йоахім Штольцманн, з 16 червня 1913 року — фон Штольцманн (нім. Franz Hans-Joachim von Stolzmann; 6 лютого 1898, Берлін — 29 травня 1971, Гамбург) — німецький воєначальник, генерал-майор вермахту. Кавалер Лицарського хреста Залізного хреста.

## Біографія
Син генерала піхоти Прусської армії Паулюса фон Штольцманна і його дружини Матильди, уродженої Бюрінг. 15 червня 1916 року вступив в Прусську армію. Учасник Першої світової війни. З грудня 1918 по січень 1919 року служив у фрайкорі Фаупеля. Після демобілізації армії залишений в рейхсвері. З 1 липня 1937 року — ад'ютант 19-ї піхотної дивізії. З 15 березня 1940 року — командир 3-го (єгерського) батальйону 17-го піхотного полку, з 15 серпня 1941 року — всього полку. З 1 липня 1942 року — начальник піхотного відділу ОКГ (з 1943 року — загальне управління сухопутних військ). З 1 липня 1944 року — командир 31-ї піхотної (з 21 липня — гренадерської, з 9 жовтня — фольксгренадерської) дивізії. З 15 січня 1945 року — начальник командного штабу Північного узбережжя, з травня 1945 року — штабу вищого артилерійського командування «Мюллер», який керував справами військовополонених в Шлезвіг-Гольштейні. В червні штаб був розпущений, Штольцманн 15 липня був взятий в полон британськими військами. 27 лютого 1948 року звільнений.

## Звання
- Фанен-юнкер (15 червня 1916)
- Лейтенант без патенту (16 жовтня 1917)
  - 1 жовтня 1920 року отримав патент від 1 липня 1917 року.
- Оберлейтенант (1 квітня 1925)
- Гауптман (1 квітня 1933)
- Майор (1 жовтня 1936)
- Оберстлейтенант (1 квітня 1940)
- Оберст (1 січня 1942)
- Генерал-майор (1 жовтня 1944)

## Нагороди
Отримав численні нагороди, серед яких:
- Залізний хрест 2-го і 1-го класу
- Почесний хрест ветерана війни з мечами
- Медаль «За вислугу років у Вермахті» 4-го, 3-го і 2-го класу (18 років)
- Застібка до Залізного хреста
  - 2-го класу (29 вересня 1939)
  - 1-го класу (21 травня 1940)
- Лицарський хрест Залізного хреста (29 вересня 1940)
- Почесна застібка на орденську стрічку для Сухопутних військ (22 липня 1941)
- Німецький хрест в золоті (28 лютого або 1 березня 1942)
- Медаль «За зимову кампанію на Сході 1941/42» (28 серпня 1942)
- Штурмовий піхотний знак в сріблі (10 листопада 1942)